# Centuriatus compactus
Centuriatus compactus är en skalbaggsart som först beskrevs av Henry Clinton Fall 1937.  Centuriatus compactus ingår i släktet Centuriatus och familjen strandgrävbaggar. Inga underarter finns listade i Catalogue of Life.